# 水野直 (俳優)
水野 直（みずの ただし、1979年9月9日 - ）は、石川県金沢市出身の俳優、演出家。身長185cm。体重85kg。血液型O型。アルファセレクション所属。コメディ集団「杉並ファイブ」のリーダー。

## 出演作品

### 映画
- shoes（2006年） - 踊る人々
- トイレット（2010年）
- AYA
- nude（2010年）
- CONTACT
- くノ一忍法帖 影ノ月（2011年） - 不破梵天丸
- 不良少年 3000人の総番（アタマ）（2012年）
- 臨場 劇場版（2012年） - 立野刑事
- のぼうの城（2012年） - 松木織部
- 黄金を抱いて翔べ（2012年） - 消防隊員
- 映画 妖怪人間ベム（2012年） - バスジャック犯
- プラチナデータ（2013年） - 警備員
- ボクたちの交換日記（2013年） - 引っ越し作業員
- 東京ハロウィンナイト（2013年）
- 中学生円山（2013年） - 機動隊
- ウルヴァリン:SAMURAI（2013年） - ボディーガード
- Father（2013年） - 佐藤一朗太
- 清須会議（2013年） - 秀吉の家臣
- 闇金ウシジマくん Part2（2014年） - カズ
- るろうに剣心 京都大火編（2014年） - 志々雄の部下
- セシウムと少女（2015年） - 歌う男
- ラブ&ピース（2015年） - サラリーマン
- オナニーシスター　たぎる肉壺（2015年10月16日公開、監督：榊英雄）– 斉藤健介 役[4]
- 華魂 幻影（2016年） - 観客
- シン・ゴジラ（2016年） - 小隊長[1]
- 鼻歌（2016年） - 錦鯉枕
- 新聞記者（2019年6月28日、スターサンズ / イオンエンターテイメント）
- 長崎家の崩壊（2019年8月25日、オーピー映画）※田園日記〜の一般公開用編集版[5]
- ウルトラマントリガー エピソードZ（2022年3月18日、松竹メディア事業部） - サクマテッシン 役
- 呪い返し師—塩子誕生（2022年10月7日、日活） - 出前の配達員

### テレビドラマ
NHK
- 新選組血風録（2011年） - 土佐藩士
- 塚原卜伝（2011年） - 賊頭
- 陽だまりの樹（2012年） - 三浦帯刀
- 火怨・北の英雄 アテルイ伝（2013年） - 古美
- 大河ドラマ
  - 八重の桜（2013年） - 永倉新八
  - 軍師官兵衛（2014年） - 番所の役人
  - 花燃ゆ（2015年） - 役人
- 連続テレビ小説
  - まれ（2015年） - 中村茂則
  - 虎に翼（2024年） - 家庭裁判所職員[6]
- 忘れられた引揚者〜終戦直後北朝鮮の日本人〜（2013年） - 丸井
- 酔いどれ小籐次（2013年） - 熊五郎
- おふこうさん（2014年） - サラリーマン
- 吉原裏同心（2014年） - 庄助の仲間
- おそろし〜三島屋変調百物語（2014年） - 仁助
- かぶき者 慶次（2015年） - 家来
- ちゃんぽん食べたか（2015年） - 教師
- まんまこと〜麻之助裁定帳〜（2015年） - 辰之助
- 大富豪同心（2019年） - 加治川七右衛門

日本テレビ
- ブルドクター（2011年） - 縄文寺の秘書
- 秘密諜報員エリカ（2011年） - 椋樹徹
- VISION-殺しが見える女-（2012年） - 司会者
- でたらめヒーロー（2013年） - ヤクザ
- Dr.チョコレート（2023年） - 刑事
- 相続探偵（2025年） - 刑事

TBS
- ハンチョウ2〜神南署安積班〜（2010年） - 刈谷
- カルテット（2011年） - ボディーガード
- ハンチョウ5〜警視庁安積班〜（2012年） - 沼田和夫
- クロヒョウ2 龍が如く 阿修羅編（2012年） - 刑事
- 月曜ゴールデン ホームドクター・神村愛2（2013年） - ヤクザ
- S -最後の警官-（2014年） - 警察職員
- ホワイト・ラボ〜警視庁特別科学捜査班〜（2014年） - 平野俊二
- SAKURA〜事件を聞く女〜（2014年） - チンピラ
- ヤメゴク〜ヤクザやめて頂きます〜（2015年） - 橘勲（青年期）
- マイファミリー（2022年） - 柳田刑事 役

フジテレビ
- ギルティ 悪魔と契約した女（2010年） - 薬の売人
- スイッチガール!!（2011年）
- 鈴子の恋 ミヤコ蝶々女の一代記（2012年） - 純蔵の秘書
- GTO（2012年） - 秘書
- 幽かな彼女（2013年） - 警備員
- 福家警部補の挨拶（2014年） - 現場監督

テレビ朝日
- YASHA-夜叉-（2000年）
- アスコーマーチ!〜県立明日香工業高校行進曲〜（2011年） - 借金取り
- 遺留捜査（2011年） - 所轄刑事
- 13歳のハローワーク（2012年） - 司会者
- 緊急取調室（2014年） - 刑事
- 土曜ワイド劇場 監察官・羽生宗一（2014年） - 田所信司
- ゼロの真実〜監察医・松本真央〜（2014年） - 前野
- 日曜ワイド 家裁調査官・山ノ坊晃2（2017年）
- 特捜9 final season 第8話（2025年5月28日） - 三枝幸生 役[7]
- スーパー戦隊シリーズ
  - 快盗戦隊ルパンレンジャーVS警察戦隊パトレンジャー（2018年） - ブンドルト・ペギー
  - 騎士竜戦隊リュウソウジャー 第7・8話（2019年） - 下村一平 役[8]
  - ナンバーワン戦隊ゴジュウジャー 第24話（2025年） - 歴史教師 / チャン・バラバ（声） 役[9]
- 仮面ライダーシリーズ
  - 仮面ライダージオウ 第25・26話（2019年） - 支配人 役
  - 仮面ライダーギーツ 第41・42話（2023年） - 大西 役

テレビ東京
- 好好!キョンシーガール〜東京電視台戦記〜（2012年） - リポーター
- 彼岸島（2013年） - 吸血鬼キタ
- 三匹のおっさん〜正義の味方、見参!!〜（2014年） - 本屋の店員
- 保育探偵25時 〜花咲慎一郎は眠れない!!〜（2015年） - 刑事
- ウルトラシリーズ
  - ウルトラマンX（2015年） - 草野敦之
  - ウルトラマンジード（2017年） - 久米ハルヲ
  - ウルトラマントリガー NEW GENERATION TIGA（2021年 - 2022年） - サクマテッシン[10]
- ヤッさん〜築地発! おいしい事件簿〜（2016年） - 筋者

テレビ神奈川
- 深夜の用心棒 EPISODE #0（2014年） - 葛西正嗣

BSジャパン
- ワカコ酒（2015年） - サラリーマン

BS朝日
- 世界の文学がわかる!あらすじ名作劇場 ヘッセ「車輪の下」（2016年）

BS-TBS
- 日本史探究スペシャル ライバルたちの光芒〜宿命の対決が歴史を動かした!〜 井原西鶴×松尾芭蕉編（2013年） - 宝井其角

BSスカパー
- 破門 (疫病神シリーズ)（2015年） - 組員
- マグマイザー（2017年） - 島田啓悟

### バラエティ
- 大丈夫!?我が家の財産（2003年）
- 秘密のケンミンSHOW 東京どないやねん! 喫茶店編 - 大阪人
- ダウンタウンのガキの使いやあらへんで!! 絶対に笑ってはいけない科学博士24時（2016年） - 熱血教師[11]
- ダウンタウンのガキの使いやあらへんで!! 絶対に笑ってはいけない大貧民GoToラスベガス24時!（2020年） - ヘイポー中央銀行の職員[12]
- ワールド極限ミステリー（2023年）- 小隊長

### 舞台
- 元気VOX 1〜6 - メインMC
- 渋谷音楽祭ダンスパフォーマンス - メインMC
- もちづきる美トークライブ「しゃべポタ」 - MC
- LIVE EVENT For everyone - メインMC
- 踊るやくざシリーズ - 熊谷直行
  - 極道夜想曲〜小林清志郎が銃弾に倒れた日（2004年）
  - YAKUZA-MAN（2004年）
  - やくざ達のROMEO&JULIET'04（2004年）
  - 極道たちの校歌（2004年）
  - 極道人生いばら道（2005年）
  - たかがヤクザ、されど極道（2005年）
  - 命ある限り極道として（2005年）
  - その後の仁義なき…（2005年）
  - 極道人生いばら道〜大阪上陸編〜（2005年）
  - アンコールシアター①ええじゃないか極道烈伝（2006年）
  - アンコールシアター②極道夜想曲・II（2006年）
  - アンコールシアター③YAKUZA-MAN’06（2006年）
  - アンコールシアター④極道シェイクスピア（2007年）
  - アンコールシアター⑤極道たちの校歌II（2007年）
  - 極道行脚夢戦（2007年）
  - 極道協奏曲（2013年）
- 宮川花子プロデュース・吉本興業制作大阪公演
- 吉本興業NGKどっかんスペシャル
- 月の影で息継ぎを（2007年）
- 東武志千本勝負
- もろもろよろしければ（2008年）
- Last blessその手を離す時
- team キチキチ うらのうら（2008年）
- 飛行機雲2009「流れる雲よ〜DJから特攻隊へ愛を込めて〜」（2009年）
- 大林杏奈デビュー10周年記念公演
- キシクニ
- 埋蔵金〜変わらなくてもいいじゃないか〜（2009年）
- 新・月の影で息継ぎを（2009年）
- 流れる雲よ（2011年）
- 船橋随庵物語
- きら星の磁力（2011年）
- TSUYA
- ウェディングハプニング
- 素直になれたら - 作・演出
- 素直になれたら〜Returns〜（2013年） - 作・演出

### CM
- 富士急ハイランド 絶望要塞 - 京極虎重
- ベスト・ワングループ

### Vシネマ
- 踊るやくざ 組長は、わたし? （2005年、熊谷直行）
- 新☆四角いジャングル 虎の紋章 （2010年、真樹日佐夫のとりまき）
- 日本統一 30・31・32 （2018年、中森組組員 岡部清澄(ノゾミの兄)）
- 裏盃の軍団1 武侠会組員 小嶋(2010)

### ネットムービー
- いつも まぢかに（2015年）
- フジコ（2015年） - 担任教師